# Superklasse
Een superklasse is een taxonomische rang of een taxon in die rang. Superklasse is een rang hoger dan een klasse.